# Nemestrinus modestus
Nemestrinus modestus är en tvåvingeart som beskrevs av Robert W. Lichtwardt 1919. Nemestrinus modestus ingår i släktet Nemestrinus och familjen Nemestrinidae. Inga underarter finns listade i Catalogue of Life.